# ندوة العلماء
ندوة العلماء هي مؤسسة إسلامية في لكناو، الهند، تأسست سنة 1311 هـ الموافق 1893 م، وأسست دار العلوم التابعة لها بعد ذلك بخمس سنوات لتكون وسطا بين فريق دار العلوم ديوبند وفریق جامعة عليكره. وکانا یختلفان في نظریة التعلیم، کان دارالعلوم یؤثر العلوم الدینیة علی العلوم الجدیدة وکانت جامعة علیكرہ تؤثر العلوم العصریة.